# Gerhard Flesch
Gerhard Friedrich Ernst Flesch (Posen, 8 ottobre 1909 – Oslo, 28 febbraio 1948) è stato un agente segreto tedesco della  Gestapo. Si iscrisse al Partito Nazionalsocialista Tedesco dei Lavoratori nel 1933, si laureò in legge nel 1934 e nel 1938 entrò a fare parte del movimento che chiedeva l'annessione dei Sudeti alla Germania. Collaborò con i nazisti dal 1939, denunciando e facendo condannare alcuni oppositori politici ed intellettuali.
Dal 1942 venne trasferito in Norvegia, dove diventò il responsabile del campo di concentramento di Falstad. In questa carica si distinse per le atrocità commesse.
Dopo la guerra venne processato da una corte norvegese ad Oslo e condannato a morte per crimini contro l'umanità. La sentenza fu eseguita il 28 febbraio 1948 tramite fucilazione.